# Чейз, Джамарр
Джамарр Энтони Чейз (англ. Ja'Marr Anthony Chase, 1 марта 2000, Харви, Луизиана) — профессиональный американский футболист, принимающий клуба НФЛ «Цинциннати Бенгалс». На студенческом уровне выступал за команду университета штата Луизиана. Обладатель награды имени Фреда Билетникоффа лучшему ресиверу NCAA по итогам сезона 2019 года. Победитель студенческого национального чемпионата 2019 года. На драфте НФЛ 2021 года был выбран в первом раунде под общим пятым номером.

## Биография
Джамарр Чейз родился 1 марта 2000 года в Харви в Луизиане. Он окончил старшую школу имени архиепископа Йозефа Руммеля. За время выступлений в составе её футбольной команды Чейз набрал на приёме 2 152 ярда с 30 тачдаунами. После выпуска он вошёл в число двадцати лучших молодых принимающих по версии сайта 247Sports и был включён в список трёхста лучших молодых игроков по версии ESPN. После окончания школы он поступил в университет штата Луизиана.

### Любительская карьера
В футбольном турнире NCAA Чейз дебютировал в сезоне 2018 года. Он сыграл в тринадцати матчах команды, в том числе в семи в стартовом составе, набрал 313 ярдов и сделал три тачдауна. В 2019 году он провёл четырнадцать игр, набрав на приёме 1 780 и сделав 20 тачдаунов. Чейз стал первым принимающим в истории команды, проведшим три матча с 200 ярдами на приёме в одном сезоне. Он установил рекорды Юго-Восточной конференции по количеству набранных ярдов и тачдаунов на приёме. По итогам сезона он стал обладателем награды имени Фреда Билетникоффа лучшему ресиверу NCAA, был включён в сборную звёзд турнира. Вместе с командой Чейз стал победителем плей-офф национального чемпионата. В финальном матче против «Клемсона» он набрал 221 ярд с двумя тачдаунами.
От участия в турнире 2020 года Чейз отказался, сосредоточившись на подготовке к драфту НФЛ.

#### Статистика выступлений в NCAA
| Сезон | Команда     | Игры | Приём | Приём | Приём | Приём | Вынос | Вынос | Вынос | Вынос |
| Сезон | Команда     | Игры | Rec   | Yds   | Y/A   | TD    | Att   | Yds   | Y/A   | TD    |
| ----- | ----------- | ---- | ----- | ----- | ----- | ----- | ----- | ----- | ----- | ----- |
| 2018  | ЛСЮ Тайгерс | 13   | 23    | 313   | 13,6  | 3     | 0     | 0     | 0,0   | 0     |
| 2019  | ЛСЮ Тайгерс | 14   | 84    | 1 780 | 21,2  | 20    | 1     | 5     | 5,0   | 0     |
| 2020  | ЛСЮ Тайгерс | —    | —     | —     | —     | —     | —     | —     | —     | —     |
| Всего | Всего       | 27   | 107   | 2 093 | 19,6  | 23    | 1     | 5     | 5,0   | 0     |

### Профессиональная карьера
Перед драфтом НФЛ 2021 года издание Bleacher Report оценивало Чейза как готового к выступлениям на профессиональном уровне. Его лучшими сторонами назывались атлетизм и физические данные, недостатком называлось не лучшее прохождение маршрутов. Обозреватель Нейт Тайс поставил его на третье место среди принимающих драфт-класса с оценкой 8,6 балла из 10. Аналитик сайта НФЛ Лэнс Зирлейн сравнил Чейза с семикратным участником Пробоула Торри Холтом. Билл Бендер из Sporting News называл его классическим первым принимающим, способным делать двузначное число тачдаунов за сезон. 
На драфте Чейз был выбран «Цинциннати Бенгалс» в первом раунде под общим пятым номером. В июне он подписал четырёхлетний контракт с возможностью продления на один сезон по инициативе клуба. Общая сумма соглашения составила 30,8 млн долларов. Предсезонные матчи он провёл нестабильно, допустив несколько ошибок при приёме мяча. Свои ошибки Чейз объяснил недостатком концентрации и непривычными для него мячами, которые используются в НФЛ. В составе «Бенгалс» он дебютировал на первой неделе сезона, набрав 101 ярд с тачдауном. Он стал первым новичком в истории клуба, набравшим в матче открытия сезона не менее ста ярдов.

#### Статистика выступлений в НФЛ

##### Регулярный чемпионат
| Сезон | Команда            | Игры | Приём | Приём | Приём | Приём | Вынос | Вынос | Вынос | Вынос |
| Сезон | Команда            | Игры | Rec   | Yds   | Y/A   | TD    | Att   | Yds   | Y/A   | TD    |
| ----- | ------------------ | ---- | ----- | ----- | ----- | ----- | ----- | ----- | ----- | ----- |
| 2021  | Цинциннати Бенгалс | 1    | 5     | 101   | 20,2  | 1     | 0     | 0     | 0,0   | 0     |
| Всего | Всего              | 1    | 5     | 101   | 20,2  | 1     | 0     | 0     | 0,0   | 0     |

* На 16 сентября 2021 года